# Huis Gerner
Huis Gerner was een havezate in de buurtschap Gerner, gemeente Dalfsen. Het huis wordt in 1350 voor het eerst genoemd. Het eerst huis op deze plaats werd bewoond tot 1381. In 1381 werd het door wraakacties van Floris van Wevelinckhoven samen met Kasteel Eerde en Kasteel Het Laar verwoest. Hierna wordt het opnieuw opgebouwd totdat het in verval raakt begin 19e eeuw, in 1818 werd het dan ook gesloopt.